# Мондриан (платье)

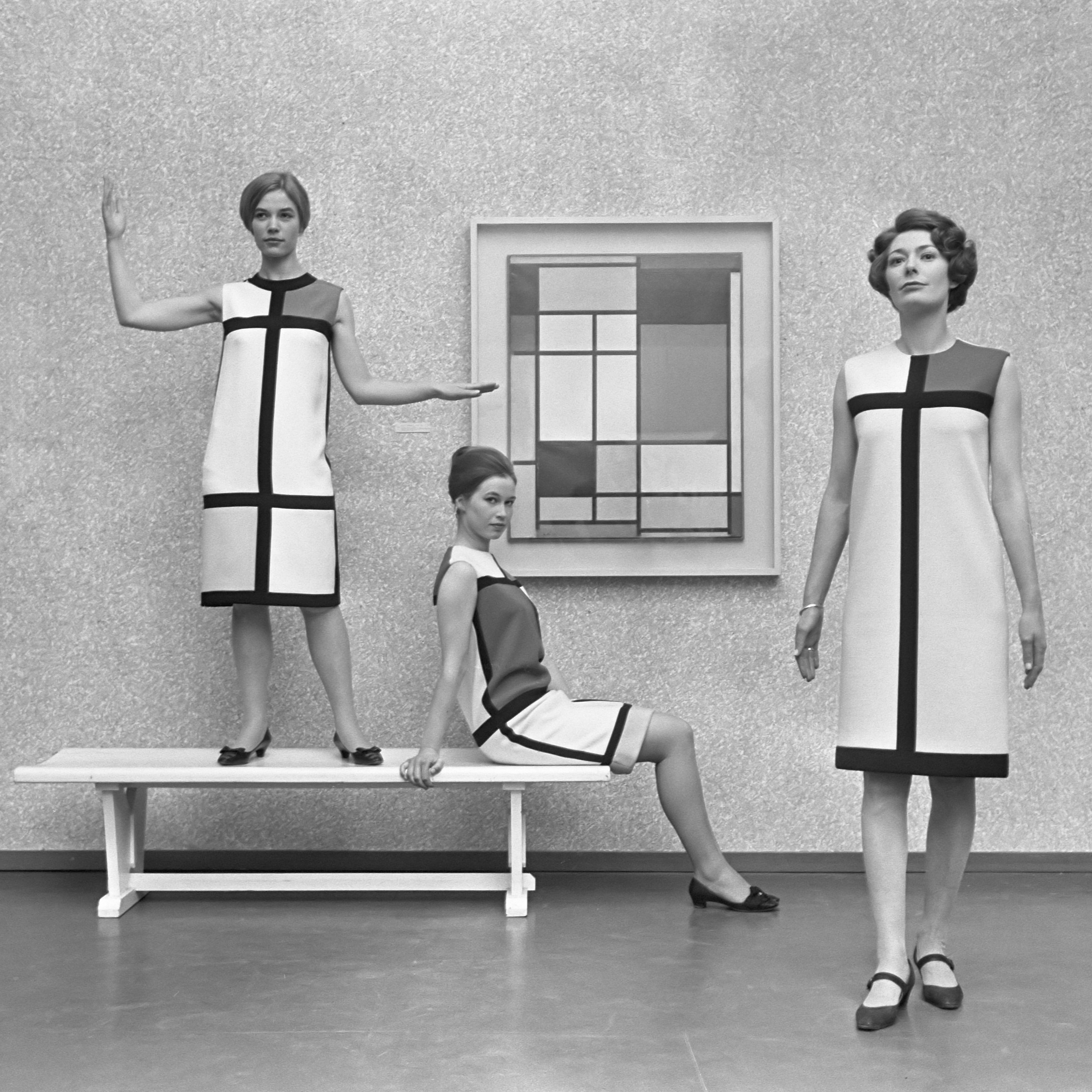
Платья «Мондриан», Ив Сен Лоран, фотография Эрика Коха, 1966

Платье «Мондриан» (фр. Robe Mondrian) — модель прямого покроя без воротника и рукавов из шерсти, созданная французским модельером Ивом Сен-Лораном для его коллекции осень-зима 1965—1966 годов. Шесть моделей из этой коллекции были вдохновлены работами нидерландского художника-абстракциониста Пита Мондриана. Платья имели лаконичный декор в виде крупных цветных блоков, представляющих собой своеобразные «цитаты» из картин художника, соединенных незаметными швами. Коллекция имела большой успех, став заметным символом моды 1960-х годов, а линии платьев «Мондриан» стали подражать другие стилисты и производители — как в одежде, так и в самых разнообразных аксессуарах. Известность этих моделей одежды способствовала популяризации творчества лидера неопластицизма, а также рецепции его художественных решений и элементов в дизайне. Платья «Мондриан» считаются классическим примером минимализма в моде.

## История

### Предыстория

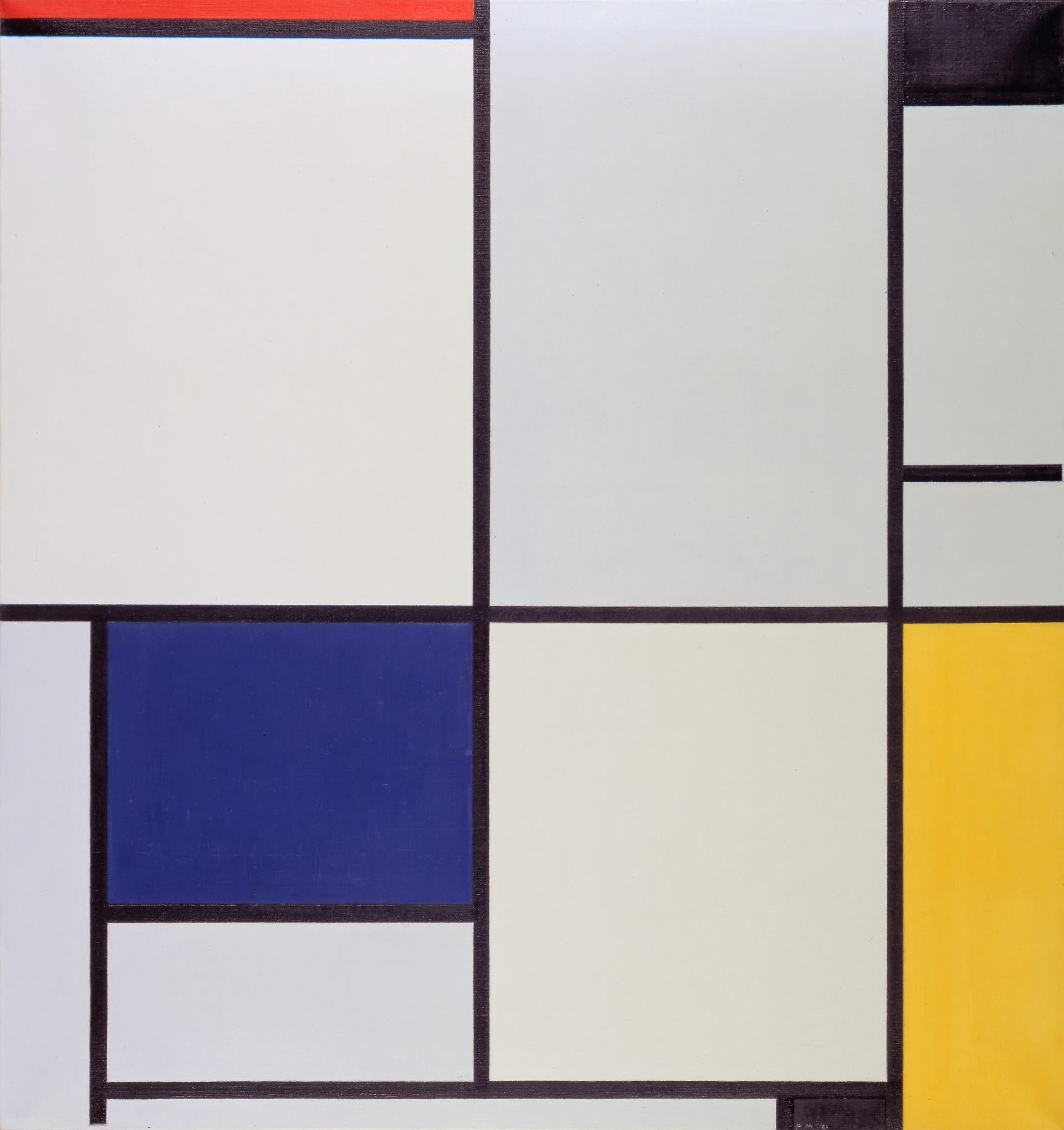
Пит Мондриан. Tableau I, 1921

Платья «Мондриан» (иногда стиль «Мондриан») представляют собой женские платья А-образной (трапециевидной) формы (англ. A-line) без воротника и рукавов, изготовленные из высококачественных шерстяных тканей. Они были созданы французским модельером Ивом Сен-Лораном для его коллекции осень-зима 1965—1966. В искусствоведении отмечается, что эта знаменитая коллекция во многом обязана своим успехом прежде всего платьям «Мондриан». В декоре шести платьев были использованы образы и элементы работ нидерландского художника-абстракциониста Пита Мондриана, и, в частности, картина «Композиция в красном, жёлтом, синем и красном». Из-за известности платьев из этой арт-коллекции её зачастую называют «коллекция Мондриан», но с этим суждением нельзя полностью согласиться, так как для показа осень-зима 1965—1966 модельер также черпал вдохновение в некоторых работах Казимира Малевича и Сержа Полякова. Мондриан является ведущим представителем такого направления абстрактного искусства, как неопластицизм, главной чертой которого, по собственному определению художника, должна быть «строгость в использовании выразительных средств». В этой нефигуративной живописи допускается применение только горизонтальных и вертикальных линий, которые должны пересекаться под прямым углом, образуя чистые плоскости. В палитре должны использоваться исключительно основные цвета спектра (красный, жёлтый, синий), которые помещаются на нейтральном фоне (белый, серый, чёрный). Для неопластических полотен Мондриана, основанных на принципах «динамического равновесия», характерны абстрактные композиции на плоскости, состоящие из прямоугольников и квадратов красного, серого, голубого и жёлтого цветов, и разделённых на секции чёрными линиями. Неопластицизм объединял художников, группировавшихся вокруг журнала «De Stijl» («Стиль»), а их творчество и идеи, кроме непосредственно живописи, оказали влияние на архитектуру, дизайн интерьеров и мебели (см. Баухаус).
Сен-Лоран не был первым модельером, обратившимся к творчеству Мондриана. Ещё в 1930-х годах французский дизайнер Лола Прусак (фр. Lola Prusac) создавала сумки и чемоданы для модного дома «Hermès» со знаменитой «цветной решёткой» Мондриана. Также начиная с 1944 года было произведено несколько фотосессий, на которых манекенщицы позировали в мастерской и галереях, на фоне картин или задников, оформленных в духе произведений нидерландского мастера. В 1945 году американский модельер Стелла Брауни (англ. Stella Brownie) из компании Foxbrownie изучала работы Мондриана, стремясь использовать их образы в процессе создания своей коллекции одежды. Несмотря на то, что она действительно использовала некоторые элементы стилистики основоположника неопластицизма, полученный результат нельзя признать в полной мере соответствующим его художественным устремлениям. В частности, Брауни применила декор, нетипичный для Мондриана, в виде нехарактерных для него сочетаний цветов, а также геометрических форм. Так, на одной из её моделей видно, что линии рисунка направлены по диагонали, что Мондриан практически никогда не применял, а геометрические формы контрастировали с фиолетовым фоном, что также не характерно для лаконичной палитры художника. В статье «Мондриан делает моду» искусствоведческого журнала Art News от 15 марта 1945 года, посвящённой презентации коллекции Брауни, отмечалось, что значение художника состоит в том, что его творчество находит отражение в прикладном искусстве.

### Создание

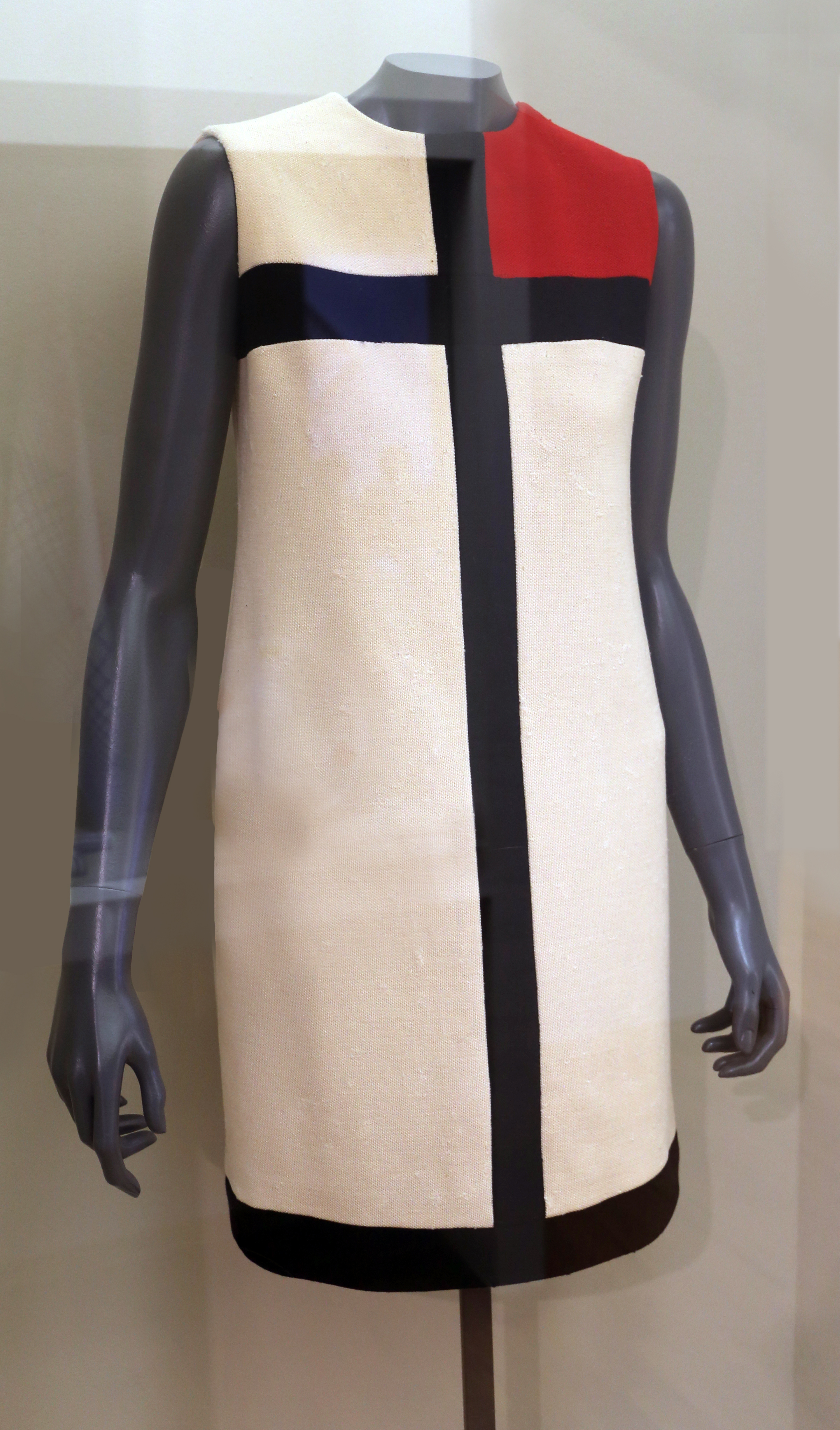
Платье «Мондриан» в Муниципальном музее Гааги

В 1965 году Сен-Лоран и основанная им с Пьером Берже компания находились в довольно сложном положении. После того как в 1961 году он оставил пост художественного руководителя модного дома Christian Dior и основал собственный, он выпустил несколько коллекций, не пользовавшихся успехом. Его модели, показанные в коллекции весна-лето 1965, были признаны чересчур консервативными, что контрастировало с приёмом, оказанным футуристической моде, предложенной другими кутюрье (Пьер Карден, Андре Курреж). Под влиянием успеха «космической моды» Куррежа Сен-Лоран пришёл к выводу, что ему необходимо провести ряд радикальных изменений, чтобы соответствовать современным запросам своих клиенток. В июле 1965 года он практически закончил большую часть своей коллекции осень-зима, однако, по его признанию, в это время у него не было по-настоящему современных идей, созвучных эпохе. В интервью France Dimanche модельер говорил по этому поводу следующее: «Ничего по-настоящему живого, ничего современного не приходило мне в голову, за исключением вечернего платья, которое я расшил пайетками на манер картины [Сержа] Полякова. Так было до тех пор, пока я не открыл альбом Мондриана, который матушка подарила мне на Рождество, и здесь я поймал свою ключевую идею». Свой выбор модельер объяснял тем, что его прежде всего вдохновила «архитектурная составляющая одного из основателей группы De Stijl, а не декоративный элемент». Кроме того, по его признанию, у Мондриана он научился «лаконичности и балансу». Запоминающийся геометрический узор платья формировался из отдельных кусков цветной трикотажной ткани, скроенных между собой таким образом, чтобы спрятать изгибы тела, упростить их выразительность и объёмы, что стилистически присуще живописи неопластицизма. Французский журналист и режиссёр-документалист Лоик Прижан (фр. Loïc Prigent), работая над документальным фильмом «Ив Сен Лоран: последнее дефиле» (фр. Yves Saint Laurent, le dernier défilé, 2013) и изучая знаменитую коллекцию 1965 года, сделал вывод, что фактически платья были собраны вручную, наподобие мозаики. По его замечанию, об искусно замаскированных стыках кусков шерсти можно заподозрить только в том случае, если заметить различное направление нитей на ярких прямоугольных вставках и чёрных полосах. Кроме того, конструкция и крой платьев выделяются своей искусной, кропотливой и трудоёмкой работой швейных мастеров ателье Yves Saint Laurent. По мнению Прижана, идея модельера создать очень простое по форме платье для коллекции от-кутюр могла показаться работающим на него швеям оскорбительной, так как этот наряд представляет собой фактически просто один кусок полотна с тремя прорезями. Видимо, они сами решили усложнить работу, превратив её в самый настоящий вызов своему мастерству.
Визуальный акцент был сделан на вертикальных линиях платья, что было достигнуто посредством применения насыщенного цветного блока вверху на уровне плеч и внизу платья на уровне подола. Каждый трикотажный блок был скроен и подогнан таким образом, чтобы соответствовать определённому участку женской фигуры, а швы завуалированы за малозаметными формами платья. Лаконичная палитра декора платья состоит из трёх основных цветов, которые дополняются чёрными и белыми секциями, что создаёт визуальный контраст, отражая особенности художественного стиля нидерландского художника. С целью соблюдения портретного формата фигуры и строгой архитектурной композиции платья, чёрные линии между яркими геометрическими секциями декора платья приобрели более плотные пропорции, чем у художника. Линейка платьев «под Мондриана» была продемонстрирована вместе с чёрными туфлями-«лодочками» на низком каблуке с квадратным носом и квадратной серебристой пряжкой из металла, которые создал специально для этой коллекции известный французский дизайнер обуви Роже Вивье.

### Приём и критика
Впервые платья появились на обложке французского журнала «Vogue» в сентябре 1965 года, после чего они приобрели широкую популярность. Успех этой коллекции был очень значителен, о ней много писали и ей подражали другие производители. Обозреватель Le Journal de Paris писал в 1965 году, что эта коллекция уникальна, подчеркнув её новаторство следующим образом: «Достижение Сен-Лорана в том, что он создал совершенно новый силуэт, используя старые принципы». В журнале Paris Match писали, что женские фигуры в этих платьях и жёсткие линии картин художника-абстракциониста очень сочетаются, при этом отметили: «низкий каблук, серебряные серьги и очень укороченные платья — весь ансамбль вызвал настоящий шок». В сентябре 1965 года в журнале Harper’s Bazaar охарактеризовали коллекцию как «зарождающуюся абстракцию, одежду будущего, чётко определённую белым джерси, идеально пропорциональную для подчёркивания силуэта».
Критика и публика сразу же уловили в платьях «под Мондриана» Сен-Лорана влияние образов художника на модную коллекцию. Американский обозреватель Рабай Грэм отметила, что модельер сумел добиться большей «аутентичности Мондриана», чем кто-либо другой, так как в его платьях «тщательно соблюдены именно те пропорции и сохранены именно те цвета, которые типичны для живописи Мондриана». Американский искусствовед Нэнси Трой отмечает, что обозначенное в каталоге показа платье «Номер 81» имеет непосредственное сходство с работами Мондриана 1920-х годов, на что указывалось сразу же после презентации нарядов. В качестве подтверждения взаимоотношения моды и искусства, Сен-Лорана и Мондриана, критика неизменно использует иллюстрации, на которых эта модель платья демонстрируется вместе с картиной-прототипом. По наблюдению Трой, в результате такого взаимопроникновения получилось то, что искусствоведы характеризуют как серию шедевров высокой моды, а «Номер 81» она называет «выдающимся произведением». По мнению историка костюма Майкла Червински, в этой линии платьев у модельера присутствует «сильный эффект порядка и простоты», благодаря которому Сен-Лоран сумел достичь высот «скульптора и художника-концептуалиста». Кроме того, успех коллекции в который использовались элементы оп-арта и абстракции, набиравших популярность в 1960-х годах, позволил модельеру значительно расширить и «омолодить» свою клиентуру.
Позволить себе такие «немыслимо дорогие произведения высокой моды», как платья «Мондриан», цены на которые в середине 1960-х годов достигали 1 800 долларов, могли только состоятельные клиентки. С учётом успеха этой линии платьев от «Yves Saint Laurent» появилось множество значительно более дешёвых копий других производителей. Так, обозреватель Джейн Тамарин из «New York Herald Tribune» иллюстрирует свою статью фотографиями пяти платьев «Мондриан» не оригинального производства, которые находились в ценовом диапазоне от 37 до 60 долларов, иронично заметив по этому поводу: «И если вам надоест их носить, вы в любой момент можете повесить их на стену».

## В культуре
По наблюдению Нэнси Трой, платья Сен-Лорана из этой коллекции «почти моментально превратились в образцы для огромного числа копий и подделок всех ценовых категорий; таким образом, в одночасье появился новый, невероятного размаха тренд, доступный всем слоям потребительской аудитории», в результате чего на рынке возникла целая «ниша, которую целиком заняла продукция под маркой „Мондриан“». Считается, что именно благодаря серии платьев «Мондриан» творчество лидера неопластицизма сумело окончательно утвердиться в мире высокой моды, дизайна и собирателей живописи: «одновременно с ростом популярности стиля „Мондриан“ среди огромного числа среднестатистических потребителей картины этого художника превращались в объект вожделения богатых коллекционеров изобразительного искусства». Отсылки к образам картин Мондриана можно найти как в последующих моделях одежды Сен-Лорана, так и в коллекциях, линиях одежды и аксессуарах других дизайнеров. 

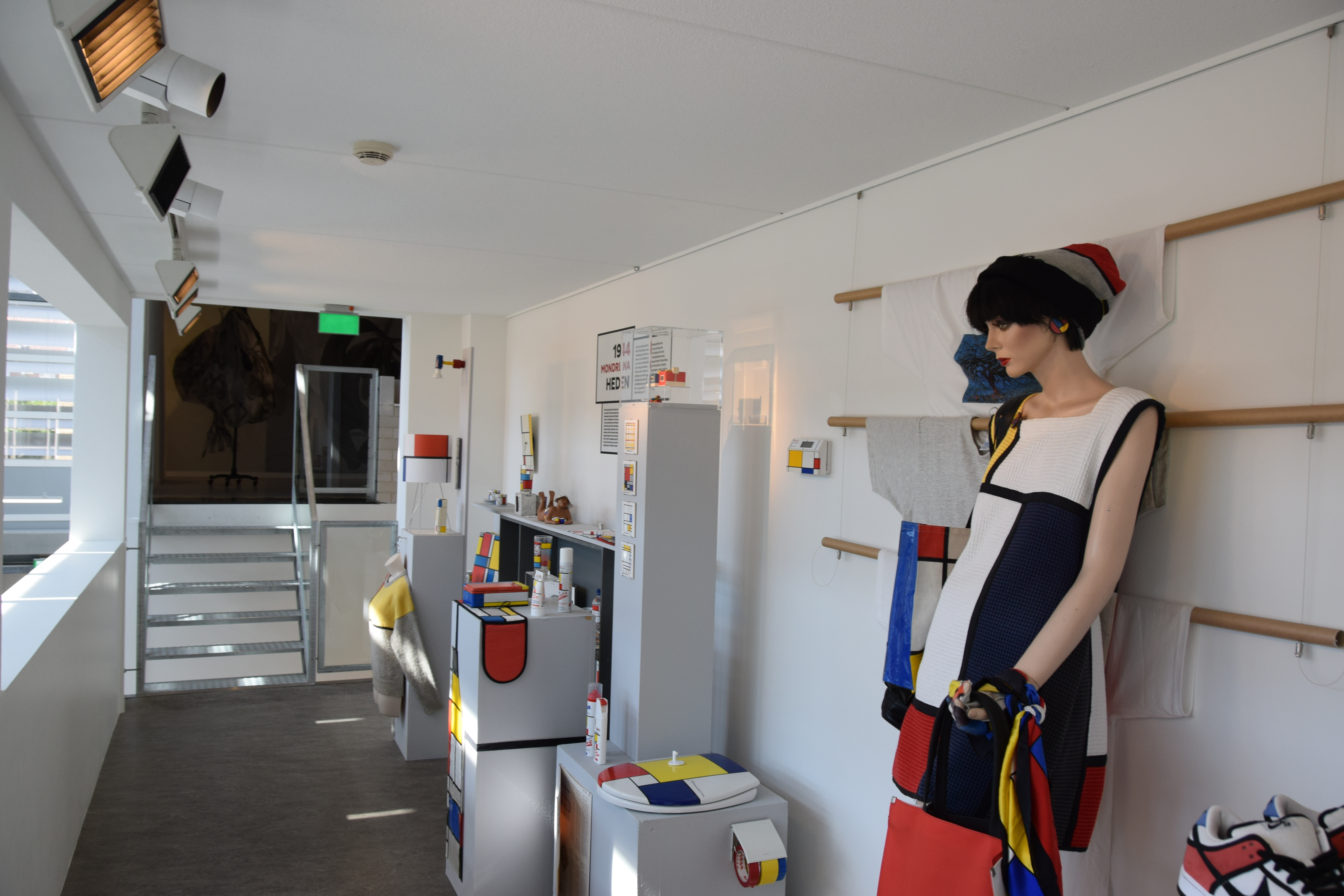
Платье «Мондриан» в музее художника (Музей конструктивистского и абстрактного искусства) в Амерсфорте

Оригинальные платья из этой коллекции присутствуют в собраниях крупных музеев по всему миру, включая Рейксмюсеум в Амстердаме, Музей Виктории и Альберта в Лондоне, Метрополитен-музей в Нью-Йорке, Музей Ива Сен-Лорана в Париже. По наблюдению Нэнси Трой, коллекция Сен-Лорана 1965 года должна считаться началом точки отсчёта, когда он начал «творить моду, полагаясь на искусство». Также модельер стал коллекционировать картины известных художников (Ван Гога, Матисса, Брака, Пикассо, Мондриана) и создавать модели одежды, черпая вдохновение в живописи, искусстве.
В 2018 году американская компания Mattel, производящая куклу Barbie, и музей Ива Сен-Лорана создали совместную мини-коллекцию кукол, которые были одеты в копии знаменитых нарядов, созданных французским модельером: платье «Мондриан», жакет «сафари» 1968 года и вечернее платье «Париж» 1983 года.